# 国民の歴史
国民の歴史（こくみんのれきし）は、「新しい歴史教科書をつくる会」会長でドイツ文学者の西尾幹二によって著された書籍。

## 概要
1999年10月25日に扶桑社から発売。2009年、文春文庫から上下２巻で刊行された。
72万部のベストセラーになった。
西尾幹二は、本人の弁によれば歴史は物語であるという立場でこの書籍を執筆している。ただし、主人公、ストーリィのある「物語」ではなく、34編の論考により構成された論文集、評論集になっている。古代から現代までを一貫して扱うのではなく、冒頭に総論として、[1]一文明圏としての日本列島、[2]時代区分についてを置き、その後[13]までが、魏志倭人伝、縄文土器、平安京など古代史のトピックスを取り上げ、[20]から[34]までは近現代史で、平安・室町・鎌倉時代は扱われておらず、通史ではない。
この書籍がベストセラーになったことから、日本では歴史修正主義と民族主義的との批判の声が強まった。これに対して韓国と中国でもそれぞれに国内で民族主義が高まった。
石戸諭は、西尾幹二がこの書籍にこめたエネルギーは凄く、情念があり、言論と行動を一致させようとしていると評価。対して『日本国紀』の百田尚樹は元放送作家だったこともあり、視聴率と向かい合っていたので、ウケたいという思いが強く、そのつど思ったことを述べていると評価。
斎藤美奈子はこの書籍をそれなりに面白いと評価して、対して20年後に発売された『日本国紀』を歴史の捉え方の劣化が著しいと評価する。
トーハン調べ1999年の年間ベストセラーの単行本・ノンフィクション他の部門で10位。
BookLive調べで1999年ベストセラーランキングで8位。

## 評価と批判
致知出版社から西尾幹二と長谷川三千子のこれについての対談が書籍になった『あなたも今日から日本人―『国民の歴史』をめぐって』が発売される。
大月書店からこれを批判する教科書に真実と自由を連絡会が著者の『徹底批判『国民の歴史』』が発売される。
大和書房からこれを批判する大和岩雄が著者の『西尾幹二の『国民の歴史』批判 103』が発売される。
論創社からこれを批判する藤田友治が著者の『魏志倭人伝の解明―西尾幹二『国民の歴史』を批判する』が発売される。